# スーザン・ケア
スーザン・ケア (Susan Kare, 1954年2月5日-) は、アメリカの芸術家、グラフィックデザイナーで、Niantecのデザインアーキテクト。1980年代にAppleのコンピュータ "Macintosh" のためにたくさんのグラフィカルユーザインタフェース (GUI) をつくりだした。NeXT社（スティーブ・ジョブズが1985年のApple退社後に設立した企業）の設立時の従業員のひとりでもあり、「クリエイティヴ・ディレクター」職で働いていた。

## 背景
ケアはニューヨーク州イサカに生まれ、ロケット学者でフィルク音楽家（filker）のジョーディン・ケアの姉である。1975年、マウント・ホリヨーク大学（Mount Holyoke College）からB.A., summa cum laudeを受け、1978年にはニューヨーク大学からPh.D.を受けた。つぎにサンフランシスコに移り、美術館で働いた。

## Apple Computer
ケアがAppleに参加したのは、彼女の高校時代の友人アンディ・ハーツフェルドからの一本の電話によるもので1980年代の初めのことだった。彼女はたくさんのタイプフェイス、アイコン、最初のMacintoshのOSのためのオリジナルのマーケティング物などのデザイナーであった。ピクセルアートの初期のパイオニアであり、もっともよく知られたAppleでの仕事は、ChicagoやGenevaといった英語版MacのSystemフォント、ソフトウェアのプリントダイアログに表示されるClarusという名の犬のキャラクタDogcowや、Happy Mac（かつてMac OSのマシン起動時にディスプレイ中央に表示されていたアイコン、Mac OS 7.6以降〜9.2.2の起動画面やFinderのフェイスアイコンはLauralee Albenによる）、そしてAppleキーボード（Appleキー）上のコマンドキーの記号⌘である。また、ケアによるMacPaintのツールデザインの多くは、2022年現在のPhotoshop CCでも少しアレンジされたのみで利用されている。

## Apple後
Apple退社後、ケアは「クリエイティヴ・ディレクター」職でNeXT社に加わった。のちにインディペンデントのグラフィック・デザイナーとして成功し、マイクロソフトやIBMをクライアントに仕事をした。 マイクロソフトのための彼女のプロジェクトはWindows 3.0のゲーム「ソリティア」のカードデッキが含まれており、それと同様に数々のWindows 3.0のためのアイコンやエレメントのデザインが含まれていた。 メモ帳やさまざまなコントロールパネルのような無数の彼女のアイコンが、基本的には変わらず今もWindowsに残っている。IBMのためには、OS/2のためのアイコンやエレメントをつくりだした。また、General Magicの依頼によりMagic Capのフォントやスクリーンイメージのデザインをした他、Eazel社の依頼によりNautilusのGUIエレメントの大半をデザインしている。
ニューヨーク市にあるニューヨーク近代美術館のショップは、ケアのデザインをフィーチャーした文具やノートを扱い始めた。2007年2月7日、人気SNS「Facebook」のためにヴァレンタインデーのギフト用のアイコンをつくった。まず最初に、ギフトの売り上げによる利益は乳がんと闘うSusan G. Komen for the Cure基金に寄付された。ヴァレンタインデーのあとには、ギフトセレクションが、新しく限定版のギフトに修正され、ヴァレンタインデーに必ずしも関連するものではなくなった。
2012年8月にはAppleとサムスン電子の訴訟において「サムスンのスマートフォンはAppleの製品と取り違えるほどよく似ている」と証言した。